# Kweku Adoboli
Kweku Mawuli Adoboli(Tema (Gana), 14 de maio de 1980) é um banqueiro de investimento e trabalhou no sector da banca de investimento e foi diretor da equipa Global Synthetic Equities Trading do banco suíço UBS em Londres. Acredita-se que ele fiz transações não autorizadas em nome da empresa de 2,3 bilhões de dólares de  perdas. Ele foi detido pela polícia britânica, depois que o banco, havia sido informado sobre os acontecimentos. Ele foi formalmente acusado pela polícia londrina por "abuso de posição e fraude contabilística".